# 芸術文化勲章
芸術文化勲章（げいじゅつぶんかくんしょう、フランス語: L'Ordre des Arts et des Lettres）は、フランス文化省が運用する名誉勲章である。「芸術・文学の領域での創造、もしくはこれらのフランスや世界での普及に傑出した功績のあった人物」に授与される。

## 歴史
芸術文化勲章は1957年5月2日にフランスの「芸術文化勲章の設立に関する1957年5月2日の政令」に準拠して設立された。
アンドレ・マルロー（1959年–1969年文化大臣）によると「芸術家、作家、創作者が尊び敬い羨望」する叙勲とされる。1963年にシャルル・ド・ゴールが勲章再編成を命じて、国家功労勲章を設立するため各省が発してきた勲章13件の廃止を決定した時にも、この勲章は存続した。廃止を免れた勲章は合計4件で、教育功労章、農事功労章、海事功労章の3つも含まれる。

## 等級
芸術文化勲章は、芸術文化勲章評議会と評議会長の助言に基づき、文化大臣の布告により授与され、毎年1月1日と7月14日に授章式が行われる。芸術文化勲章は3等級からなる。
- シュヴァリエ（騎士）
- オフィシエ（将校）
- コマンドゥール（騎士団長）

シュヴァリエ章は私権を享有する30歳以上の芸術家にのみ授与されうる。オフィシエ章とコマンドゥール章は、以前の等級を授与されてから少なくとも5年を経て、新たな叙勲に値する功績を示した者にのみ授与される。既にレジオンドヌール勲章のコマンドゥールかオフィシエを受けた者はこれに該当しない。
1997年5月1日の政令以降、定員はシュヴァリエが450名、オフィシエが140名、コマンドゥールが50名と定数を設けた。この極めて限られた定員のため、この勲章はなかなか得難いものとなっている。
新たな等級保持者の氏名は文化省が公布し、「勲章・メダル・褒賞の公報」に掲載される。
芸術文化勲章評議会は12名の既定の評議員と、文化大臣に指名された13名の評議員で構成される。

## 勲章の意匠
芸術文化勲章の徽章は、フランス学士院の会員であった金具工芸師のレイモン・シューブが制作したものである。
幅37 mmのリボン（略綬）は濃緑色の5本の帯（5.5 mm）を白色の筋4本（同各2.4 mm）でわったストライプ柄である。略綬に加えてオフィシエに略章、コマンドゥールにＸ型に結ぶネクタイも授与される。
銀細工の徽章は緑の琺瑯を引いた背景に二重の十字架を置き、その8つの枝に嵌め込んだアラベスク模様のある切金は、叙階により銀または金（オフィシエよりも上位）の板を細工してある。メダルの中央にあしらったラテン文字「A」と「L」のモノグラムは、それぞれ「芸術」（Arts）と「文学」（Lettres）の頭文字である。大きさは#コマンドゥール章が最も大きい。
この徽章は伝統的にパリ6区のサン＝ジェルマン＝デ＝プレ広場に面した銀細工専門商のアルテュス＝ベルトラン社で製造されている。
|      | シュヴァリエ（3等） | オフィシエ（2等） | コマンドゥール（1等） |
| ---- | ------------------- | ----------------- | --------------------- |
| 正章 |                     |                   |                       |
| 略綬 |                     |                   |                       |

## 受勲者

### 日本の受勲者
顕著な芸術的功績を残した日本人に加え、日本におけるフランス文化の紹介・普及に功績のあった人物も叙勲の対象となり、1996年–2005年の10年間に約120名の日本人が受勲している。以下の名簿にその一部を示す。
| 氏名                | 職種ほか                           | 年   | 叙階                                                   |
| ------------------- | ---------------------------------- | ---- | ------------------------------------------------------ |
| 秋山光和            | 日本美術史学者                     | 1998 | コマンドゥール（1960年オフィシエ、1959年シュヴァリエ） |
| 伊原宇三郎          | 洋画家                             | 1960 | オフィシェ                                             |
| 川端康成            | 小説家                             | 1960 | オフィシエ                                             |
| 勅使河原蒼風        | 草月流初代家元                     | 1960 | シュヴァリエ                                           |
| 渡邉暁雄            | 小説家                             | 1960 | シュヴァリエ                                           |
| 永田雅一            | 映画プロデューサー                 | 1961 |                                                        |
| 蘆原英了            | 音楽・舞踊評論家                   | 1962 |                                                        |
| 松尾邦之助          | 新聞記者                           | 1964 |                                                        |
| 司忠                | 実業家                             | 1964 | オフィシエ                                             |
| 東郷青児            | 洋画家                             | 1969 | オフィシエ                                             |
| 石井好子            | シャンソン歌手                     | 1992 | コマンドゥール（1971年オフィシエ）                     |
| 西村計雄            | 画家                               | 1971 |                                                        |
| 梅原龍三郎          | 画家                               | 1973 | コマンドゥール                                         |
| 芹沢光治良          | 作家                               | 1974 | コマンドゥール                                         |
| ベル・串田          | 画家                               | 1976 | コマンドゥール                                         |
| 鈴木崧              | 画家                               | 1993 | オフィシエ（1978年シュバリエ）                         |
| 大屋政子            | タレント                           | 1979 | コマンドゥール                                         |
| 角地正純            | 声楽家                             | 1981 | シュヴァリエ                                           |
| 高階秀爾            | 美術史学者                         | 1989 | オフィシェ（1981年シュヴァリエ）                       |
| 今井俊満            | 洋画家                             | 1997 | コマンドゥール（1983年オフィシェ）                     |
| 堂本尚郎            | 洋画家                             | 2001 | オフィシエ（1983年シュヴァリエ）                       |
| 丹下健三            | 建築家                             | 1984 | コマンドゥール                                         |
| 岡本太郎            | 芸術家                             | 1989 | コマンドゥール（1984年オフィシエ）                     |
| 高田賢三            | ファッションデザイナー             | 1984 | シュヴァリエ                                           |
| 水井康雄            | 彫刻家                             | 1985 | コマンドゥール                                         |
| 鶴田錦史            | 薩摩琵琶演奏家                     | 1985 | コマンドゥール                                         |
| 田淵安一            | 洋画家                             | 1985 | オフィシエ                                             |
| 町春草              | 書家                               | 1985 | シュヴァリエ                                           |
| 加藤周一            | 評論家                             | 1993 | オフィシエ（1985年シュヴァリエ）                       |
| 佐々木忠次          | インプレサリオ                     | 1991 | コマンドゥール（1985年シュヴァリエ）                   |
| 一柳慧              | 作曲家                             | 1985 |                                                        |
| 武満徹              | 作曲家                             | 1985 |                                                        |
| 勅使河原宏          | 華道家・映画監督                   | 1985 |                                                        |
| 荒川修作            | 美術家                             | 1986 | シュヴァリエ                                           |
| 佐治敬三            | 実業家                             | 1986 |                                                        |
| 三代目 市川猿之助   | 歌舞伎役者                         | 1987 | オフィシエ                                             |
| 大岡信              | 詩人                               | 1993 | オフィシエ（1987年シュヴァリエ）                       |
| 船山隆              | 音楽学者                           | 1988 | シュヴァリエ                                           |
| 黒川紀章            | 建築家                             | 1989 |                                                        |
| 三船敏郎            | 俳優                               | 1989 |                                                        |
| 浜田知明            | 版画家                             | 1989 | シュヴァリエ                                           |
| 姫田忠義            | ドキュメンタリー映画監督           | 1989 | オフィシエ                                             |
| 久保田一竹          | 染色工芸家                         | 1990 | シュヴァリエ                                           |
| 岩城宏之            | 指揮者                             | 1990 |                                                        |
| 倉俣史朗            | インテリアデザイナー               | 1990 |                                                        |
| 田中泯              | 舞踊家                             | 1990 | シュヴァリエ                                           |
| 五代目坂東玉三郎    | 歌舞伎役者                         | 2013 | コマンドゥール（1991年シュヴァリエ）                   |
| 森悠子              | ヴァイオリニスト                   | 1991 | シュヴァリエ                                           |
| 星野眞吾            | 画家                               | 1991 | シュヴァリエ                                           |
| 仲代達矢            | 俳優                               | 1992 | シュヴァリエ                                           |
| 飯田深雪            | アートフラワー作家                 | 1992 | オフィシエ                                             |
| 天児牛大            | 舞踏家                             | 2014 | コマンドゥール（1992年シュヴァリエ）                   |
| 池田大作            | 宗教家                             | 1992 | シュヴァリエ                                           |
| 川久保玲            | ファッションデザイナー             | 1992 | シュヴァリエ                                           |
| 高英男              | 歌手                               | 1992 | シュヴァリエ                                           |
| 島田正吾            | 俳優                               | 1992 | シュヴァリエ                                           |
| 加藤登紀子          | シンガーソングライター             | 1992 | シュヴァリエ                                           |
| 原正人              | 映画プロデューサー                 | 1993 | オフィシエ                                             |
| 前川誠郎            | 西洋美術史家                       | 1993 | オフィシエ                                             |
| 笹川良一            | 政治運動家                         | 1993 |                                                        |
| 加藤修滋            | シャンソンピアニスト               | 1994 | シュヴァリエ                                           |
| 高秀秀信            | 横浜市長（当時）                   | 1996 | オフィシエ                                             |
| 山口伊太郎          | 西陣織                             | 1995 | オフィシエ                                             |
| 植田正治            | 写真家                             | 1996 | シュヴァリエ                                           |
| 鈴木忠志            | 演出家                             | 1996 | シュヴァリエ                                           |
| 三善晃              | 作曲家                             | 1996 | オフィシエ                                             |
| 磯村尚徳            | ジャーナリスト、ニュースキャスター | 1996 | コマンドゥール                                         |
| 安藤忠雄            | 建築家                             | 2013 | コマンドゥール（1997年オフィシエ）                     |
| 筒井康隆            | 小説家                             | 1997 | シュヴァリエ                                           |
| 榮久庵憲司          | 工業デザイナー                     | 1997 |                                                        |
| 井上道義            | 指揮者                             | 1998 | シュヴァリエ                                           |
| 江戸京子            | ピアニスト                         | 1998 | オフィシエ                                             |
| 蓮實重彦            | フランス文学者                     | 1999 | コマンドゥール                                         |
| 北野武              | 映画監督                           | 2010 | コマンドゥール（1999年シュヴァリエ）                   |
| 河井實之助          | 美術プロデューサー                 | 1999 | オフィシエ                                             |
| 観世清和            | 能楽師                             | 1999 | シュヴァリエ                                           |
| 松井守男            | 画家                               | 2000 | シュヴァリエ                                           |
| 田窪恭治            | 画家                               | 2000 | オフィシエ                                             |
| 大島渚              | 映画監督                           | 2001 | オフィシエ                                             |
| 野村万之丞 (5世)    | 能楽師                             | 2001 | シュヴァリエ                                           |
| 大内順子            | ファッション評論家、ジャーナリスト | 2001 | オフィシエ                                             |
| 岸惠子              | 女優                               | 2011 | コマンドゥール（2002年オフィシエ）                     |
| 北川フラム          | アートディレクター                 | 2003 | シュヴァリエ                                           |
| 佐藤忠男            | 映画評論家                         | 2003 | シュヴァリエ                                           |
| 今田美奈子          | 洋菓子研究家                       | 2003 | オフィシエ                                             |
| 草間彌生            | 芸術家                             | 2003 | オフィシエ                                             |
| 吉田喜重            | 映画監督                           | 2003 | オフィシエ                                             |
| 芦野宏              | シャンソン歌手                     | 2004 | オフィシエ                                             |
| 渡辺美佐            | 芸能プロデューサー                 | 2004 | オフィシエ                                             |
| 牧阿佐美            | バレリーナ                         | 2004 | シュヴァリエ                                           |
| 五井野正            | 画家                               | 2004 | シュヴァリエ                                           |
| 増井靖丈            | 料理家                             | 2004 | シュヴァリエ                                           |
| 安西祐一郎          | 第17代慶應義塾塾長                 | 2005 | コマンドゥール                                         |
| 大友克洋            | 漫画家                             | 2014 | オフィシェ（2005年シュヴァリエ）                       |
| 宮本茂              | ゲームクリエイター                 | 2006 | シュヴァリエ                                           |
| 今村昌平            | 映画監督                           | 2006 |                                                        |
| 吉田簑助            | 文楽の人形遣い                     | 2007 | コマンドゥール                                         |
| 十一代目 市川海老蔵 | 歌舞伎役者                         | 2007 | シュヴァリエ                                           |
| 十二代目 市川團十郎 | 歌舞伎役者                         | 2007 | コマンドゥール                                         |
| 和多利志津子        | ワタリウム美術館館長・ディレクター | 2007 | シュヴァリエ                                           |
| 渡邊守章            | フランス文学者                     | 2007 | オフィシエ                                             |
| 松本正道            | シネマテーク・ディレクター         | 2008 | シュヴァリエ                                           |
| 七代目 竹本住大夫   | 文楽義太夫節太夫                   | 2008 | コマンドゥール                                         |
| 堀越謙三            | 映画プロデューサー                 | 2008 | シュヴァリエ                                           |
| 斎藤統              | 実業家                             | 2008 | シュヴァリエ                                           |
| 伊藤美恵            | アタッシェ･ドゥ･プレス（PR・広報） | 2009 | シュヴァリエ                                           |
| 坂本龍一            | 音楽家                             | 2009 | オフィシエ                                             |
| 吉井長三            | 画商                               | 2009 | コマンドュール                                         |
| 隈研吾              | 建築家                             | 2009 | オフィシエ                                             |
| 海老沢敏            | 音楽学者                           |      | オフィシエ                                             |
| 山本耀司            | ファッションデザイナー             | 2011 | コマンドゥール                                         |
| 谷口ジロー          | 漫画家                             | 2011 | シュヴァリエ                                           |
| 大月雄二郎          | 画家                               | 2011 | シュヴァリエ                                           |
| 松本零士            | 漫画家                             | 2012 | シュヴァリエ                                           |
| 滝川クリステル      | アナウンサー                       | 2012 | シュヴァリエ                                           |
| 杉本博司            | 写真家                             | 2013 | オフィシエ                                             |
| 島田順子            | ファッションデザイナー             | 2014 | シュヴァリエ                                           |
| 坂茂                | 建築家                             | 2014 | コマンドゥール                                         |
| 平野啓一郎          | 小説家                             | 2014 | シュヴァリエ                                           |
| 河瀨直美            | 映画監督                           | 2022 | オフィシエ（2015年シュヴァリエ）                       |
| 高畑勲              | アニメ映画監督                     | 2015 | オフィシエ                                             |
| 長谷川祐子          | キュレーター                       | 2016 | オフィシエ                                             |
| 勅使川原三郎        | 舞踊家                             | 2017 | オフィシエ                                             |
| 大野和士            | 指揮者                             | 2017 | オフィシエ                                             |
| 濱野年宏            | 指揮者                             | 2017 | オフィシエ                                             |
| 村上春樹            | 小説家                             | 2018 | コマンドゥール                                         |
| 森山大道            | 写真家                             | 2018 | シュヴァリエ                                           |
| 山名善之            | 建築家、教授                       | 2018 | シュヴァリエ                                           |
| 野村萬              | 狂言師                             | 2018 | オフィシエ                                             |
| 梶本眞秀            | 実業家                             | 2019 | コマンドゥール                                         |
| 鳥山明              | 漫画家                             | 2019 | シュヴァリエ                                           |
| 宮城聰              | 演出家                             | 2019 | シュヴァリエ                                           |
| 永井豪              | 漫画家                             | 2019 | シュヴァリエ                                           |
| 田根剛              | 建築家                             | 2022 | シュバリエ                                             |
| 高橋留美子          | 漫画家                             | 2023 | シュヴァリエ                                           |
| 濱口竜介            | 映画監督                           | 2023 | シュヴァリエ                                           |
| 黒沢清              | 映画監督                           | 2024 | オフィシエ                                             |